# Antonio Pollarolo
Antonio Pollarolo (né à Brescia le 12 novembre 1676, mort le 4 mai 1746 à Venise) est un compositeur et un organiste italien.

## Biographie
Fils et élève de Carlo Francesco Pollarolo, compositeur d'opéras et organiste, Antonio commence sa carrière musicale à la basilique Saint-Marc à Venise en 1702 comme suppléant de son père. De 1716 à 1743, il était en succession de Benedetto Vinaccesi, maestro di coro à l'Ospedaletto. En 1723, il lui succède à son poste d'organiste avant de devenir maître de chapelle à la tête de la Cappella Marciana vers 1740 après la mort d'Antonio Lotti.

## Compositions

### Opéras
- L'Aristeo (1700)
- Griselda (1701)
- Demetrio e Tolomeo (1702)
- Nerone fatto Cesare (en collaboration avec Vivaldi - 1715)
- Leucippe e Teonoe (1719)
- Plautilla (1721)
- Lucio Papirio Dittatore (1721)
- Cosroe (1723)
- I tre voti, serenata (1724)
- Orlando furioso (1725)
- Turia Lucrezia (1726)
- I tre voti (1726)
- Nerina, favola pastorale (1728)
- Sulpizia fedele (1729)
- L'abbandono di Armida (1729)

### Oratorio
- Recognitio fratrum (1714)
- Sacrum amoris novendiale (1716)
- Oratorio per il Santissimo Natale (1718);

### Autres compositions
- 1 messe pour 4 voix et orchestre ;
- 2 Magnificats ;
- 1 Confiteor pour 5 voix et instruments ;
- 5 motets à 4 voix et instruments et d'autres pour 1 voix et instruments ;
- 1 cantate pour alto ;
- 12 arias pour soprano.

## Source
- (it) Cet article est partiellement ou en totalité issu de l’article de Wikipédia en italien intitulé « Antonio Pollarolo » (voir la liste des auteurs).